# Алёнка (шоколад)
Шоколад «Алёнка» — молочный шоколад, изготавливавшийся в СССР с 1965 года, а позднее производимый в России, в том числе на кондитерской фабрике «Красный Октябрь» (с 1966 года). Отличительной особенностью является кремовый, «жирный» вкус.
По состоянию на 2010-е годы марка шоколада «Алёнка» принадлежит компании «Объединённые кондитеры», в которую входят 15 предприятий, в том числе «Рот Фронт», «Красный Октябрь», «Бабаевский». Кроме того, похожие марки шоколада встречаются в других постсоветских странах (например, украинская «Оленка» и белорусская «Любимая Аленка»).

## Описание
Выпускается в форме плитки шоколада массой 90 г, поделённой на 3×5 сегментов с надписью «Красный Октябрь» на каждом, на обёртке изображена девочка в платочке.
Состав классического молочного шоколада «Алёнка»: сахар, молоко сухое цельное, какао-масло, какао тёртое, эмульгатор лецитин, идентичный натуральному ароматизатор (ванилин).
В 2000-х годах начался выпуск и других сортов под брендом «Алёнка»:
- с добавлением миндаля;
- с добавлением фундука;
- с добавлением фундука и изюма;
- с повышенным содержанием молока;
- с добавлением драже.

В 1990-е годы поменялась упаковка шоколада: плитка заворачивается в обёртку (раньше плитка вставлялась в обёртку, при этом плитки меньшего веса по-прежнему вставляются в упаковку). Кроме традиционной плитки в 90 г некоторые предприятия выпускают плитки по 200 г, 60 г, 20 г и 15 г. Также под этой маркой начат выпуск и шоколадных конфет, обертки которых украшены всё тем же изображением.

## История
В начале 1960-х годов правительством СССР была принята новая продовольственная программа, в которой особое внимание отводилось созданию массового, доступного по цене молочного шоколада. На различных фабриках в Москве начались эксперименты по созданию вкусного шоколада, и в 1964 году специалистами-кондитерами на московской фабрике «Красный Октябрь» была разработана подходящая рецептура, которая одновременно с «Красным Октябрём» была внедрена в производство на фабриках «Рот Фронт» и им. Бабаева, а затем на многих других кондитерских фабриках. Первыми «Алёнками» стали бабаевская — на обёртке девочка в синем платочке — и две рот-фронтовские — на обёртке девочка с лейкой и девочка с собачкой и зайчиком. Название шоколад получил в честь имени дочери Валентины Терешковой Елены.
До 1964 года у «Алёнки», выпускаемой «Красным Октябрём», не было постоянного оформления обёртки. Шоколадки первое время выпускались с разными изображениями и разным цветом обёртки. В итоге фабрика приняла решение по выработке своего фирменного портрета «Алёнки». Было предложено использовать в оформлении обложки картину Васнецова «Алёнушка», но эта идея поддержки не получила. И тогда руководство фабрики через газету «Вечерняя Москва» объявило конкурс на фотографию девочки, которая впоследствии станет темой оформления шоколадки. В конкурсе победила фотография заслуженного работника культуры РСФСР Александра Геринаса, которую тот сделал в 1960 году. На фотографии была изображена восьмимесячная дочь Геринаса Елена в шёлковом платке. Ещё до того, как «Красный Октябрь» объявил конкурс, фотография Елены Геринас появилась в журнале «Советское фото» (№ 12, 1961), а затем она украсила обложку журнала «Здоровье» (№ 1, 1962).
Изображение для упаковки было создано в 1965 году штатным художником фабрики «Красный Октябрь» Михаилом Георгиевичем Масловым. По сравнению с исходной фотографией девочка стала голубоглазой, у неё изменился рот, овал лица и направление взгляда. В таком виде обёртка шоколада начала издаваться с 1965 года и с тех пор издаётся по сей день.
В феврале 2000 года уже взрослая Елена Геринас подала против «Красного Октября» иск на 5 млн рублей о защите нарушенного авторского права, требуя компенсации и заключения лицензионного договора. Суд длился более двух с половиной лет, и в итоге после фотопортретной и искусствоведческой экспертизы суд пришёл к выводу, что изображение на этикетке шоколада «Алёнка» является новым самостоятельным произведением из-за упомянутых выше отличий рисунка от исходной фотографии. Сам факт использования фотографии Геринас в качестве образца, по мнению суда, никаких её прав не затрагивал и не нарушал.

## Товарный знак
С конца шестидесятых «Алёнку» выпускало множество кондитерских фабрик по всему Советскому Союзу. Но во времена перестройки и приватизации зарегистрировал товарный знак лишь «Красный Октябрь». Впоследствии это послужило поводом к обращению холдинга «Объединённые кондитеры» в Федеральную антимонопольную службу с требованием прекратить продолжать выпускать данную марку шоколада на фабрике имени Крупской в Санкт-Петербурге, так как это является нарушением авторских прав на бренд и закона о защите конкуренции. К решению прилагались данные ВЦИОМ, согласно которым большинство респондентов посчитали шоколадки обоих производителей схожими. И несмотря на несколько другое название («Озорная Алёнка», «Крупская Алёнка»), отличающийся дизайн и рисунок обёртки петербургской шоколадки (Алёнка значительно взрослее и держит в руках букет полевых цветов), а также заявления петербургской стороны об использовании советской рецептуры, решение было принято в пользу московского производителя. За недобросовестную конкуренцию фабрика имени Крупской была также оштрафована на сумму около 2,1 млн рублей.

## В современной культуре
Художник Александр Шабуров в 1998 году создал арт-объект «Алёнка на Кавказе», представлявший собой бутылку коньяка «Кавказ», на которую была водружена плитка шоколада «Алёнка».
Шоколадки «Алёнка» — очень широко распространённые мелкие презенты от российских туристов горничным и прочей обслуге в отелях Турции, Египта, Туниса, Вьетнама, Таиланда, Китая и так далее, а также частое приобретение в России возвращающихся домой иностранных туристов.
Летом 2023 года разработчик компьютерной игры Atomic Heart выпустил дополнение (DLC) «Инстинкт истребления», в котором шоколадка «Алёнка» с современным дизайном используется в качестве источника, создающего разрушающий вихрь. В другой локации игры шоколад используется в качестве еды — академик Лебедев ест её, когда программирует майору Нечаеву многофункциональную перчатку. Спустя время разработчик отправил журналистам и блогерам настоящий шоколад «Алёнка», обертка которого оформлена в стилистике шутера — привычная девочка с косынкой заменена на голубоглазую девочку со светлыми волосами в белом скафандре на синем фоне.